# Sessellift Plabutsch
| Sessellift Plabutsch (†) | Sessellift Plabutsch (†)                     |
| ------------------------ | -------------------------------------------- |
| Standort:                | Graz, Österreich                             |
| Bauart:                  | Umlaufbahn mit fixen Sesseln                 |
| Baujahr:                 | 1954, 1971 stillgelegt, Ende 1980er abgebaut |
| Berg:                    | Plabutsch                                    |
| Talstation:              | Graz-Gösting, 425 m                          |
| Höhendifferenz:          | 331 m                                        |
| Bergstation:             | Fürstenstand, 756 m                          |
| Streckenlänge:           | 825 m                                        |
| Fahrdauer:               | 6 min                                        |
| Anzahl der Sessel:       | 86 Stk.                                      |
| Anzahl der Stützen:      | 10 Stk.                                      |
| Hersteller:              | Girak                                        |
| Betreiber:               | privat                                       |

Der Sessellift Plabutsch war ein Sessellift in der steirischen Landeshauptstadt Graz. Er führte von 1954 bis 1971 vom Stadtbezirk Gösting zum Gipfel des Plabutsch.

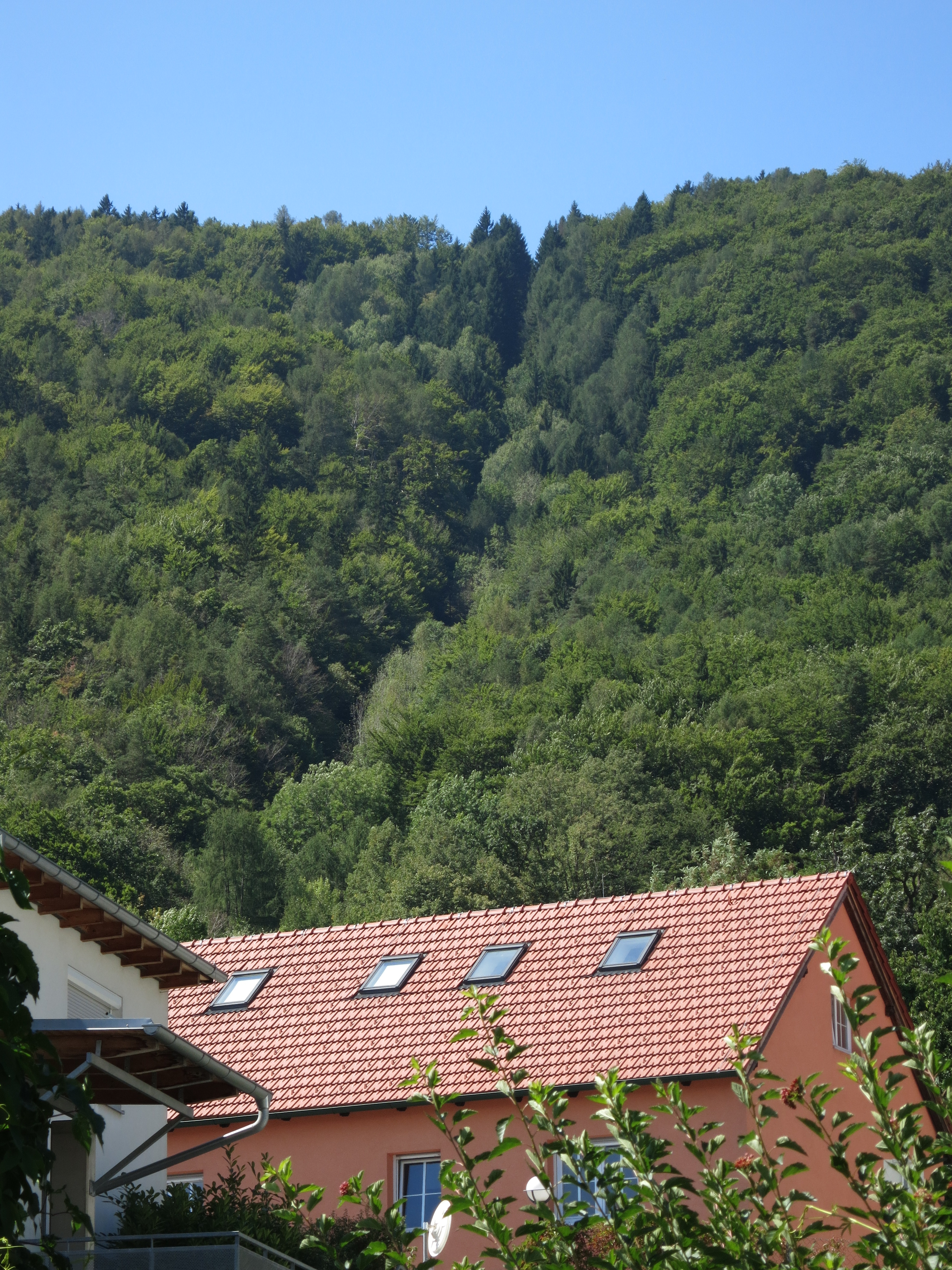
Sesselbahntrasse Plabutsch Graz, 2013

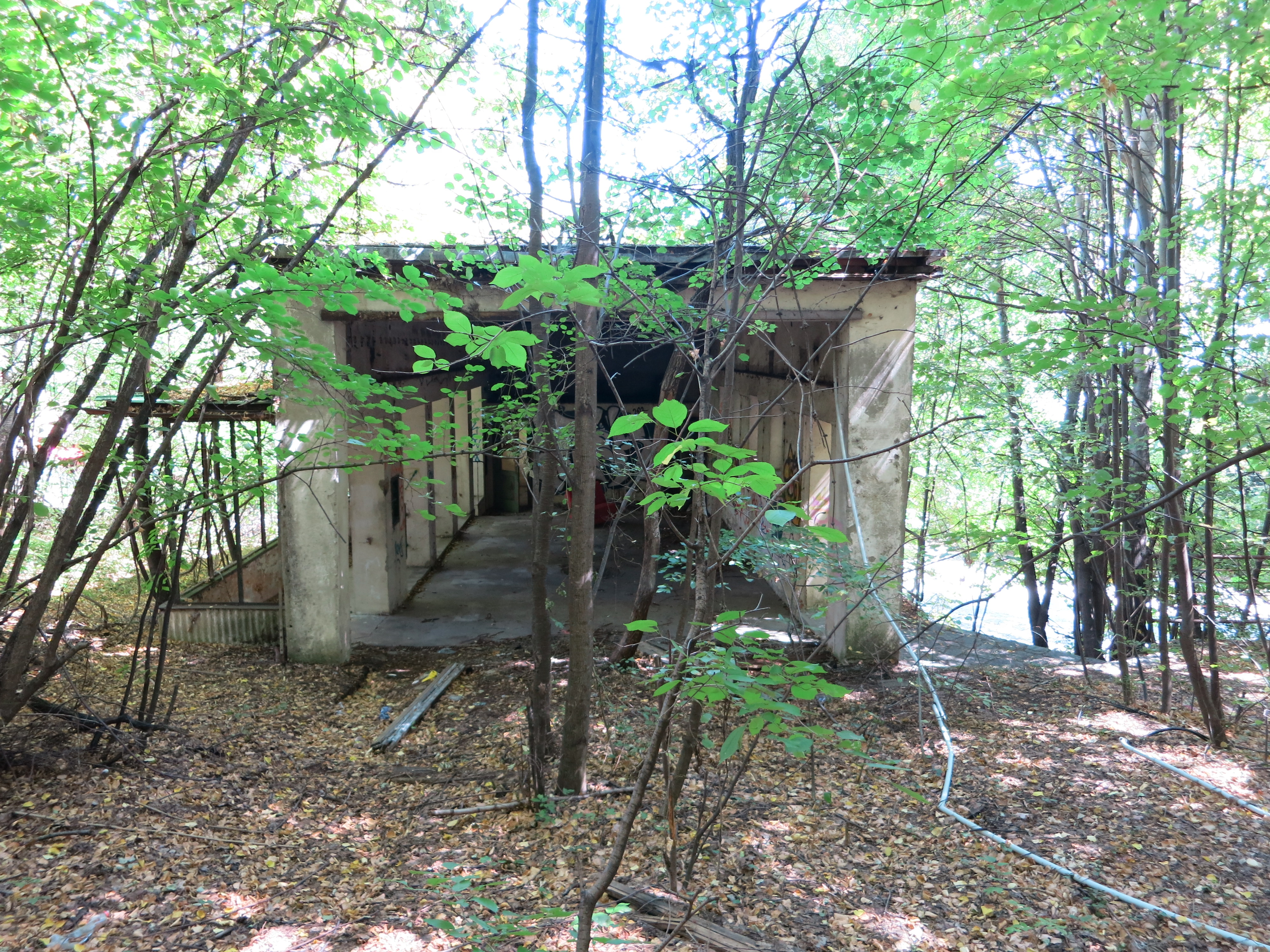
Talstation Plabutsch alte Sesselbahn, 2013

## Geschichte
Am 1. Mai 1954 um 10 Uhr wurde die Einer-Sesselliftanlage an der Ostseite des Plabutsch eröffnet. Eine ähnliche Anlage war ein Jahr zuvor auf der Nordseite des Schöckls eröffnet worden. Neben der Bergstation befand sich ein Restaurant, das 1966 um ein Berghotel erweitert wurde. Die Talstation war mit der Straßenbahn (Linie 3) zu erreichen. So konnte man in weniger als 40 Minuten vom Jakominiplatz aus den Fürstenstand am Gipfel des Plabutsch erreichen.
Am ersten Wochenende wurden bereits über 2.000 Fahrgäste befördert. 1956 wurde die Anlage nach einem Unfall technisch überholt. Sie beförderte bis zu ihrer Stilllegung im Jahre 1971 mehr als 1.100.000 Gäste auf den Plabutsch.
Ein verändertes Freizeitverhalten Ende der 1960er Jahre bewirkte einen merklichen Rückgang an Fahrgästen. Zudem waren Hotel und Restaurant über die Jahre hinweg, neben dem Lift, nur mittels einer provisorisch errichteten Straße zu erreichen, die bis Anfang der 1970er Jahre stark verfallen war. Ohne sanierte Straße sah sich der damalige Pächter veranlasst, der hohen Unkosten wegen, aufzuhören. Versuche des Besitzers scheiterten, mittels bereits zugesicherter Subventionen von der Stadt Graz und vom Land Steiermark eine sanierte Zufahrtsstraße auf den Berg zu bekommen und so an einen neuen Pächter zu gelangen. Im Dezember 1971 wurde auch der Lift eingestellt, nachdem Hotel und Restaurant Monate zuvor geschlossen worden waren. Unfreiwillig wurde so der Lift eingemottet und nur unregelmäßig, angeblich für Lastenbeförderungen, wieder in Betrieb genommen.
1982 errichtete der Eigentümer aus Eigenmitteln eine neue Straße. Hotel und Restaurant wurden nach zehnjährigem Verfall mit hohem finanziellen Aufwand und mit neuem Pächter wiedereröffnet. Der hohen Kosten wegen und erneut auf finanzielle Unterstützung von Stadt und Land wartend, unterblieb vom Besitzer die Sanierung bzw. ein Neubau der veralteten Sesselliftanlage.
Ende der 1980er Jahre baute man die Anlage daher Schritt für Schritt ab. Zuerst wurde die Liftanlage demontiert, Ende der 1990er Jahre folgte der Abriss der verbliebenen Reste der Bergstation. Die Talstation existiert bis heute (2023), befindet sich aber in einem schlechten Bauzustand.

## Unfall 1956
Am späten Nachmittag des 2. April 1956 (Ostermontag) kam es kurz vor Betriebsschluss um 17 Uhr zu einem Unfall. Nachdem die Anlage für das Zusteigen einer gehbehinderten Frau kurz abgeschaltet und die erste Bremse gezogen worden war, setzte sie sich von selbst wieder in Gang und beschleunigte auf das Fünffache der Betriebsgeschwindigkeit. Zu diesem Zeitpunkt war der Lift fast ausschließlich talwärts besetzt und damit einseitig belastet.
Einige Fahrgäste, die zu diesem Zeitpunkt in die Talstation einfuhren, wurden im Bereich der unteren Umlenkungs-Seilscheibe aus ihren Sitzen geschleudert. Als baulicher Mangel stellte sich zudem der zu geringe Abstand zwischen den Sesseln und den Säulen der Talstation dar, da durch die hohe Geschwindigkeit die Sessel nach außen schwangen und so mehrere wartende Fahrgäste trafen, was die Anzahl der Verletzten erhöhte. Als die mechanische Zusatzbremse, die zuerst nicht betriebsbereit war, griff, schleuderte das Förderseil in der Nähe der Bergstation aus der Führung des Stützpfeilers 9. Ein Fahrgast fiel aus seinem Sitz und stürzte zehn Meter in die Tiefe. Er starb kurz nach Einlieferung in das Grazer Unfallkrankenhaus. Zehn weitere Fahrgäste wurden zum Teil schwer verletzt. Die Feuerwehr barg bis 20 Uhr 48 Fahrgäste mittels Sicherheitsgürtel, Haken- und Stahlseilleitern.
Anschließende Untersuchungen ergaben, dass beide Bremsen einschließlich des an beide Bremsen gekoppelten Geschwindigkeitsmessers versagt hatten, was auf Wartungsfehler zurückzuführen war. Versuche, bei denen die Sessel mit Sandsäcken, deren Masse der eines Durchschnittsfahrgastes entsprach, belastet wurden, zeigten, dass bei 20 belasteten Sesseln die erste Bremse den Lift noch halten konnte. Bei 30 Sesseln jedoch setzte sich die Anlage nach wenigen Sekunden wieder in Gang. In diesem Fall musste die zweite Bremse gezogen werden. Weiters zeigte sich, dass die Sicherheitsbügel der Sessel sich bei starken Erschütterungen von selbst öffnen konnten. Anfängliche Vermutungen, der Fahrgast hätte diesen nie geschlossen und so selbst seinen Tod mit verursacht, wurden somit nicht bestätigt.

## Pläne für einen neuen Lift
Nach der Jahrtausendwende 2000 gab es immer wieder Pläne der Stadt Graz, eine Aufstiegshilfe zu errichten, um den Plabutsch als Naherholungszentrum für die Grazer Bevölkerung zu revitalisieren.
Am 7. November 2018 präsentierten ÖVP und FPÖ, die zusammen eine knappe Mehrheit im Gemeinderat aufwiesen, das Projekt einer Gondelbahn von einer Talstation an der Peter-Tunner-Gasse in Graz-Eggenberg mit Kurven über eine Bergstation nahe dem Gipfel und weiter westwärts bergab zum Thalersee. Gesamtkosten von 35 Mio. Euro und eine Fertigstellung für Frühjahr 2022 wurden genannt.
Die Grazer KPÖ sammelte ab etwa 2019 7.500 Unterschriften für eine Volksbefragung zur Gondelbahn.
Mit Hinweis auf die durch die Krise im Zuge der Corona-Pandemie reduzierten Geldmittel der Stadt Graz sagte die schwarz-blaue Stadtregierung am 13. Mai 2020 das Projekt Plabutschgondel ab.